# Bénédicte Lacoste
Pour les articles homonymes, voir Lacoste.
Bénédicte Lacoste est un mannequin et une actrice, née à Paris en 1944.

## Biographie

### Origines familiales
Bénédicte Lacoste naît à Paris de l'union de Roger René Joseph Lacoste (Paris 19e, 1er mai 1920 — Clamart, 15 décembre 2021) et Madeleine Germaine Cabrigniac (Paris 6e, 17 juillet 1922 — Sceaux, 3 août 2017).

### Carrière
Elle débute, dans les années 1960, sa carrière professionnelle dans le mannequinat, tournant en parallèle plusieurs films et téléfilms. À l'occasion de ces tournages, elle travaille à plusieurs reprises avec l'acteur Marc Porel.

### Vie privée
Bénédicte Lacoste épouse Marc Porel en 1967 et de leur union naît en 1968 l'actrice Bérangère de Lagatinerie qui, morte prématurément, aura une très courte carrière cinématographique. Le couple divorce après cinq années de mariage.

## Filmographie

### Cinéma
- 1965 : L'Or du duc de Jacques Baratier : Alix de Talois-Minet
- 1965 : Les Baratineurs de Francis Rigaud : Sylvie Dujardin
- 1967 : Des garçons et des filles d'Étienne Périer : Solange

### Télévision
- 1966-1969 : Un jour comme les autres de Jacques Villa, cinq premiers des six épisodes, rôle d'Isabelle L'Envoisié
- 1969 : SOS fréquence 17, saison 1, épisode 3 : L'Escalade, de Jean Dréville avec Marc Porel et Michaël Schock, rôle de Nicole Monod